# نیویورک سنتر (ایلینوی)
نیویورک سنتر (به انگلیسی: York Center) یک منطقهٔ مسکونی در ایالات متحده آمریکا است که در شهرستان دوپیج، ایلینوی واقع شده‌است. نیویورک سنتر ۲۲۰٫۰۷ متر بالاتر از سطح دریا واقع شده‌است.